# Ramón Bengaray Zabalza
Ramón Bengaray Zabalza (Garralda, Navarra, 2 de febrero de 1896- ¿24 de agosto? de 1936), sindicalista y político republicano de izquierdas español, llegó a ser presidente de Izquierda Republicana y del Frente Popular de Navarra, además de miembro del Orfeón Pamplonés y directivo del Club Atlético Osasuna.

## Biografía
Hijo de Justo Bengaray Lacoma, un maestro nacido en Ibilcieta y establecido en Garralda en 1889, y Juana María Zabalza Balisa, natural de Ustés. Siete años después nació Ramón. El 5 de septiembre de 1898 se declara en Garralda, pueblo con 543 habitantes, un incendio devastador calcinando 86 de las 88 casas con que contaba el pueblo. La familia, probablemente provocado como consecuencia de esta desolación, se traslada a Monreal. En 1900 fallece su padre y en 1905 la familia se traslada, una vez más, a Pamplona.
Fue internado en el Seminario de Pamplona, donde saldría poco después. Aprendió el oficio de cajista (oficial ajustador de imprenta). Fue partícipe en su juventud de la refundación del Orfeón Pamplonés y colaboró en las publicaciones El Porvenir Pamplonés y La Nueva Navarra de tendencia republicana y combatidas por la Iglesia. Fundó el Obrero Navarro.
En 1916 es concejal y funcionario de la Audiencia. Funda el El Pamplonés. Semanario satírico defensor de los intereses del pueblo. Perteneció al sindicato UGT dentro de la Sociedad de Tipógrafos y Similares de Pamplona. También trabajó en el Diario de Navarra. Tuvo por amistad al periodista y político republicano Guillermo Frías (1881-1936).
En 1918 fundó la asociación de Los Amigos del Arte de la que posteriormente sería presidente.
En 1919 publica en la revista quincenal de ideología socialista La Protesta un artículo titulado "España dignifícate" por el que fue acusado de injurias y amenazas al Rey y al gobierno, por el que fue condenado a ocho años de prisión. Fue indultado en el mismo año. El 29 de noviembre de ese año se casó con Ramona Zapatero, con quien tuvo tres hijos.
También fue directivo de Osasuna, fundador del Club Larraina y deportista aficionado.

## Trayectoria política
En 1931 ingresó en el Partido Republicano Autónomo Navarro, pero en 1932, se afilió al partido Acción Republicana en el que fue elegido Presidente del comité Provincial de Navarra. Ramón Bengaray, con Mariano Ansó, crearían Izquierda Republicana de Navarra el 29 de marzo de 1934. Con la unión de Acción Republicana, el Partido Republicano Autónomo Navarro y el sector Independiente del Partido Republicano Radical Socialista. La sede se fijó en la Plaza de la República 37 (actual plaza del Castillo). En los siguientes meses se fueron adhiriendo distintas agrupaciones republicanas.
Ramón Bengaray fue siempre partidario de que Navarra fuera incluida en el estatuto Vasco y así votó en las diferentes instancias.
En 1936 fue nombrado Presidente del Frente popular en Navarra, cargo que mantendría hasta marzo. En estas elecciones, en que venció el frente Popular en España, en Navarra ganó el Bloque de Derechas. (véase Anexo:Resultados electorales a las Cortes españolas en Navarra durante la Segunda República). Tras estas elecciones Ramón Bengaray junto a Aquiles Cuadra, también de IR y Jesús Monzón del PCE decidieron arrebatarle a la derecha la Gestora que gobernaba la Diputación. Por ello el 6 de marzo de 1936 se llevó a cabo una ocupación de la Diputación, en la que fue detenido Jesús Monzón. Por la tarde en incidentes junto al Diario de Navarra resultaron muertas dos personas, una mujer y un joven de 16 años.
En las elecciones para compromisarios Ramón Bergaray fue el segundo más votado de la izquierda, con un número de votos similar al primero que era Constantino Salinas, (véase Anexo:Resultados electorales a las Cortes españolas en Navarra durante la Segunda República) con nueva victoria del Bloque de Derechas.
Bengaray, como otros muchos habían denunciado la conspiración que se estaba preparando en Navarra. En su caso a través de su partido Izquierda Republicana y, personalmente, a su amigo Indalecio Prieto, entonces ministro.
Cuando se produjo el Golpe de Estado que inició la Guerra Civil los políticos del Frente Popular y algunos sindicalistas se reunieron con el gobernador civil de Navarra, Mariano Menor Poblador tratando de formar un gabinete de crisis. Allá estaban Ramón Bengaray y Aquiles Cuadra, de IR; Jesús Monzón, del PCE; su hermano Carmelo y Constantino Salinas, del PSOE; Antonio García Fresca, concejal; Natalio Cayuela, secretario de la Audiencia; Tiburcio Osácar, director de ¡¡Trabajadores!!; Salvador Goñi y Antonio García Larraeche, concejales. Posteriormente se desperdigaron al ver que la resistencia era inútil.
Ramón Bengaray permaneció escondido y según relató El Pensamiento Navarro fue detenido el 21 de agosto de ese mismo año. Fue fusilado poco después, el cuando y dónde es un misterio, probablemente el 24 de agosto. Fue una de las Víctimas de la Guerra Civil en Navarra.